# پدیده اسپرانتو
پدیده اسپرانتو (به اسپرانتو: La Fenomeno Esperanto) نام کتابی است نوشتهٔ ویلیام الد، نویسندهٔ شهیر اسپرانتیست که چندین بار نامزد دریافت جایزهٔ ادبی نوبل شد
.
این کتاب در سال ۱۹۸۷ به مناسبت جشن صدسالگی زبان اسپرانتو توسط سازمان جهانی اسپرانتو که دارای روابط رسمی با سازمان ملل متحد و یونسکو است، و مقر آن در شهر رتردام هلند است، منتشر گردید. سفارش تألیف این کتاب توسط این سازمان به ویلیام الد برای معرفی به‌هنگام‌شدهٔ زبان بین‌المللی اسپرانتو داده شده بود.
فصول ۸گانهٔ این کتاب موجز، به بررسی و معرفی مشکلات ناشی از فقدان زبان مشترک جهانی و ابعاد گسترده و پیامدهای وخیم و گوناگون آن، راه‌حل‌های تئوریک و عملی ارائه شده برای حل این مشکل، و راه حل بهینهٔ ارائه شده، یعنی زبان فراساخته‌ی اسپرانتو و ادبیات و فرهنگ اسپرانتو می‌پردازد.
ترجمهٔ فارسی این کتاب به‌همراه پیوست‌های چهاردگانه که توسط مترجم مورد اقتباس، ترجمه یا تألیف واقع شده است در ایران تحت عنوان پدیده اسپرانتو: راه حل مشکل زبان بین‌المللی توسط نشر آرویج منتشر شده است.